# Eva Kraft (Sinologin)
Eva Susanne Kraft (* 22. April 1923 in Berlin; † 10. Mai 2007) war eine deutsche Sinologin und Japanologin.

## Leben und Wirken
Eva Kraft studierte Sinologie, Japanologie, Mongolistik und Philosophie an der Universität München und promovierte dort 1949. Seit 1966 war sie als Wissenschaftlerin an der Staatsbibliothek zu Berlin (Preußischer Kulturbesitz) tätig, zunächst in Marburg, wo sich wertvolle ausgelagerte Bestände der Berliner Bibliothek befanden, dann in der Ostasienabteilung in Berlin. Während ihrer langen Dienstzeit beschäftigte sich Kraft vor allem mit der Erschließung japanischer Handschriften und historischer Drucke aus Japan, die sich im Besitz der Berliner Staatsbibliothek sowie in München, Bonn und Bochum befinden.

## Veröffentlichungen
- Zum Dsungarenkrieg im 18. Jahrhundert. Berichte des Generals Funingga. Aus einer mandschurischen Handschrift übersetzt und an Hand der chinesischen Akten erläutert (= Das mongolische Weltreich, Bd. 4). Harrassowitz, Wiesbaden 1953 (Dissertation Universität München).
- (Mit Yoshio Takahashi): Systematische Aufstellung der japanischen korporativen Verfasser / Ostasiatische Abteilung der Staatsbibliothek Preußischer Kulturbesitz. Staatsbibliothek Berlin, Marburg/L. 1968.
- Festschriften für japanische Wissenschaftler in der ostasisatischen Sammlung der Staatsbibliothek Preußischer Kulturbesitz. Hauptwerk und Nachtrag. Berlin 1972.
- Japanische Institutionen. Lexikon der japanischen Behörden, Hochschulen, wissenschaftlichen Institute und Verbände ; japanisch-englisch, englisch-japanisch (= Veröffentlichungen der Staatsbibliothek Preußischer Kulturbesitz, Bd. 1). Berlin 1972 (597 S.).
- Die chinesische Büchersammlung des Großen Kurfuersten und seines Nachfolgers. In: China und Europa: Chinaverständnis und Chinamode im 17. und 18. Jahrhundert. Berlin 1973, S. 18–25.
- Ein Koffler Autograph. In: China und Europa: Chinaverständnis und Chinamode im 17. und 18. Jahrhundert. Berlin 1973, S. 26–29.
- Christian Mentzels chinesische Geschenke für Kaiser Leopold I. In: Martin Sperlich (Hrsg.): Schloss Charlottenburg, Berlin, Preussen. Festschrift für Margarete Kühn. Deutscher Kunstverlag, München 1975, S. 191–202, ISBN 3-422-00671-0.
- Christian Mentzel, Philippe Couplet, Andreas Cleyer und die Chinesische Medizin. Notizen aus Handschriften des Siebzehnten Jahrhunderts. In: Helga Wormit (Hrsg.): Fernöstliche Kultur. Wolf Haenisch zugeeignet von seinem Marburger Studienkreis. Elwert, Marburg 1975, S. 158–196, ISBN 3-7708-0544-5.
- Frühe chinesische Studien in Berlin. In: Medizinhistorisches Journal, Bd. 11 (1976), S. 92–128.
- Die Japansammlung der Staatsbibliothek Preußischer Kulturbesitz. In: Bonner Zeitschrift für Japanologie, Bd. 3 (1981), S. 111–120.
- (Bearb.): Illustrierte Handschriften und Drucke aus Japan 12.–19. Jahrhundert. Ausstellung der Staatsbibliothek Preußischer Kulturbesitz vom 19. März bis 8. Mai 1981 in Berlin, vom 26. Juni bis 9. August 1981 im Wissenschaftszentrum Bonn. Steiner, Wiesbaden 1981, ISBN 3-515-03555-9.
- Japanische Handschriften und traditionelle Drucke aus der Zeit vor 1868. Bd. 1: Im Besitz der Staatsbibliothek Preußischer Kulturbesitz ... (= Verzeichnis der orientalischen Handschriften in Deutschland, Bd. 27,1). Steiner, Wiesbaden 1982, ISBN 3-515-03481-1.
- (Bearb.): Andreas Cleyer / Tagebuch des Kontors zu Nagasaki auf der Insel Deshima 20. Oktober 1682 – 5. November 1863 (= Bonner Zeitschrift für Japanologie, Bd. 6). Förderverein Bonner Zeitschrift für Japanologie, Bonn 1985, ISBN 3-922700-05-5.
- Japanische Handschriften und traditionelle Drucke aus der Zeit vor 1868. Bd. 2: In München (= Verzeichnis der orientalischen Handschriften in Deutschland, Bd. 27,2). Steiner, Wiesbaden 1986, ISBN 3-515-04396-9.
- Japanische Handschriften und traditionelle Drucke aus der Zeit vor 1868. Bd. 3: In Bonn (= Verzeichnis der Orientalischen Handschriften in Deutschland, Bd. 27,3). Steiner, Wiesbaden 1988, ISBN 3-515-05017-5.
- Japanische Handschriften und traditionelle Drucke aus der Zeit vor 1868. Bd. 4: In Bochum (= Verzeichnis der Orientalischen Handschriften in Deutschland, Bd. 27,4). Steiner, Wiesbaden 1990, ISBN 3-515-05307-7.
- Japanische Handschriften und traditionelle Drucke aus der Zeit vor 1868. Bd. 5: In München, Neuerwerbungen der Bayerischen Staatsbibliothek (= Verzeichnis der Orientalischen Handschriften in Deutschland, Bd. 27,5). Steiner, Wiesbaden 1994, ISBN 3-515-06223-8.